# کبیرلی (گوی‌چای)
کبیرلی (به لاتین: Kəbirli) یک منطقه مسکونی در جمهوری آذربایجان است که در شهرستان گوی‌چای واقع شده است.